# Atom fermionowy
Atom fermionowy – atom, w którym suma neutronów, protonów i elektronów jest nieparzysta.